# Cangey
Cangey település Franciaországban, Indre-et-Loire megyében. Lakosainak száma 1030 fő (2022. január 1.). Cangey Autrèche, Dame-Marie-les-Bois, Mesland, Monteaux, Limeray, Mosnes, Saint-Ouen-les-Vignes és Veuzain-sur-Loire községekkel határos.

## Népesség
A település népességének változása:
| Lakosok száma | 631  | 631  | 722  | 1024 | 1080 | 1068 | 1062 | 1051 | 1043 | 1030 |
|               | 1968 | 1982 | 1990 | 2006 | 2013 | 2015 | 2017 | 2019 | 2020 | 2022 |